# Новачек, Слава Эман
Слава Эман Новачек (настоящие имя и фамилия — Благослав Эмануэль Новачек) (чеш. Sláva Eman Nováček; 2 января 1911, Прага, Австро-Венгрия — 27 марта 1979, Прага, ЧССР) — чешский и чехословацкий музыкант, пианист, композитор, дирижёр.

## Биография
С детства учился игре на скрипке, затем - на фортепиано. В тринадцатилетнем возрасте вместе с друзьями основал свою первую музыкальную группу. В старших классах аккомпанировал на киносеансах. Познакомился с современной танцевальной музыкой. С 18 лет работал пианистом и аккордеонистом в различных студийных и других ансамблях.
В 1932 году - пианист джаз-оркестра кабаре «Красный туз» под управлением Э. Буриана. После окончания контракта с кабаре, перешёл в Театр «Власта» Буриана, затем в кафе «Манес», где работал в 1935–1938 годах. Здесь же начал сочинять свои первые песни.
В 1939 году написал музыку к музыкальной комедии «Люди, берегитесь людей» (премьера 1940). Затем последовала музыка  к фильму «Девушка в голубом». 
С 1944 по 1947 год работал музыкальным директором звукозаписывающей компании ESTA . Сотрудничал с пражским «Новым театром».
Создал музыку к ряду кинофильмов. Помимо танцевальных мелодий Новачек сочинял шансон.

## Избранная дискография
- 1960 Kdybych byl měsícem, Supraphon
- 2003 S.E. Nováček se svým orchestrem, FR centrum